# Action Park
Action Park és un parc d'atraccions situat a Vernon (Nova Jersey) obert el 1978, on predominen les atraccions aquàtiques. Es troba en els terrenys de l'estació d'esquí de Mountain Creek.
El parc va ser fundat per GAR (Great American Recreation), una empresa nascuda de la fusió de dos parcs d'esquí l'any 1978. L'objectiu de GAR era explotar aquests parcs d'esquí durant l'estiu. Comptava amb tres zones diferents amb atraccions: una zona alpestre, un Motoworld i un Waterworld, que va ser un dels primers parcs aquàtics moderns dels Estats Units. Moltes atraccions d'Action Park eren úniques i volien atreure visitants de l'àrea metropolitana de Nova York. Tanmateix, el parc tenia una reputació per tenir atraccions mal dissenyades i insegures. Almenys sis persones van morir a causa d'incidents en atraccions al parc original. A causa de demandes per lesions es va acabar tancant el parc l'any 1996. El parc es va reobrir el 2014, després de fer-hi modificacions per millorar-ne la seguretat.